# N-Formylméthionine
La N-formylméthionine, abrégée en fMet, est un dérivé d'acide aminé protéinogène. Il dérive de la méthionine par liaison d'un groupe fonctionnel aldéhyde –CHO sur l'amine α. Elle intervient dans l'amorçage de la biosynthèse des protéines par les ribosomes des bactéries, des mitochondries et des chloroplastes — mais pas chez les archées ni généralement dans le cytosol des eucaryotes (pour exception voir) — et est généralement éliminée de la protéine à la fin de sa synthèse par une enzyme nommé peptide déformylase. Chez l'homme, la N-formylméthionine est identifiée par le système immunitaire comme un corps étranger déclenchant une réponse immunitaire.

## Fonction dans la protéogenèse
fMet est le premier résidu d'acide aminé assemblé lors de la synthèse des protéines chez les bactéries et se trouve par conséquent à l'extrémité N de la chaîne polypeptidique en croissance. Il est apporté au complexe ARNm-ribosome (30S) par un ARN de transfert spécifique (l'ARNt-fMet), dont l'anticodon 3'-UAC-5' se lie au codon d'initiation 5'-AUG-3' de l'ARN messager. D'autres codon d'initiation existe chez les bactéries. On retrouve également le codon 5'-GUG-3' et le codon 5'-UUG-3'. Ces 2 codons alternatifs sont reconnus par le même ARNt-fMet grâce au wobble. 
La N-formylméthionine est codée par le même codon que la méthionine, AUG, qui est également le codon d'initiation de la traduction génétique : lorsque AUG est le codon d'initiation, il est traduit en N-formylméthionine, mais lorsque AUG se rencontre plus loin dans la séquence de bases nucléiques de l'ARN messager, ce codon est traduit par la méthionine. De nombreux êtres vivants utilisent des variantes de ce mécanisme de base.
La N-formylation de la méthionine est catalysée par la méthionyl-ARNt formyltransférase (EC 2.1.2.9) une fois la méthionine chargée sur l'ARNt.fMet par l'aminoacyl-ARNt synthétase. La méthionine peut ainsi être chargée à la fois par l'ARNt.Met et l'ARNt.fMet, mais seule la méthionine chargée sur l'ARNt.fMet sera formylée par la transformylase.
La fMet est éliminée de la plupart des protéines par une peptide déformylase qui permet de retirer le groupement formyl puis par une méthionine aminopeptidase.

## Réponse immunitaire
Dans la mesure où les protéines commençant par un résidu de N-formylméthionine ne peuvent pas être synthétisées par le génome nucléaire des eucaryotes, la présence d'une fMet N-terminale sur une protéine sert de discriminant pour le système immunitaire afin d'identifier les protéines étrangères. Les granulocytes se lient ainsi aux protéines commençant par un résidu fMet et s'en servent pour déclencher le processus de phagocytose.